# Naupactus
Genre
Naupactus est un genre d'insectes coléoptères de la super-famille des Curculionoidea, originaire d'Amérique du Sud.
Diverses espèces du genre sont considérées comme des ravageurs des cultures, tant à l'état larvaire qu'adultes. Ce sont des espèces polyphages. En Colombie, les larves de certaines espèces de Naupactus, connues sous le nom de « tiroteador de la papa » (tirailleur de la pomme de terre) sont susceptibles de causer des dommages aux tubercules de pommes de terre, en particulier dans le département de Nariño.
Plusieurs espèces ont été introduites involontairement en Amérique du Nord et se sont largement répandues dans sud des  États-Unis. Une espèce au moins a aussi été trouvée en Nouvelle-Zélande.

## Synonymes
- Graphognathus (Buchanan, 1939)
- Pantomorus (Schönherr, 1840)

## Liste des espèces
- Naupactus ambiguus (Boheman, 1840)
- Naupactus cinereidorsum (Hustache, 1947)
- Naupactus cinerosus (Boheman, 1833)
- Naupactus dissimulator (Boheman, 1840)
- Naupactus leucoloma (Boheman, 1840)
- Naupactus minor (Buchanan, 1942)
- Naupactus navicularis (Boheman, 1840)
- Naupactus peregrinus (Buchanan, 1939)
- Naupactus sulfuratus (Champion, 1911)
- Naupactus verecundus (Hustache, 1947)
- Naupactus virescens (Champion, 1911)
- Naupactus xanthographus (Germar, 1824)